# Casa di Augusto
La casa di Augusto (in latino Domus Augusti), talvolta indicata anche come Domus Augustea (da non confondere con la Domus Augustana di epoca flavia), era l'abitazione privata dell'imperatore Augusto, situata nel versante sud-ovest del colle Palatino.
(Svetonio, Augustus, 73.)

## Storia
Augusto era nato in quella parte del Palatino denominata ad Capita Bubula («teste di bue»), dove dopo la sua morte venne costruito un santuario a lui dedicato. Scelse questo colle come residenza fin dall'inizio della sua carriera politica. Svetonio aggiunge che inizialmente abitò nei pressi del Foro romano, sopra le "scale degli orefici", nella casa che era stata dell'oratore Gaio Licinio Calvo, nei pressi del colle Velia. In seguito si trasferì sul Palatino, in una casa ugualmente modesta che era appartenuta al console ed oratore Quinto Ortensio Ortalo, di non grande ampiezza e priva di lusso, visto che le colonne dei suoi portici piuttosto basse, erano di pietra del monte Albano, mentre nelle stanze non c'era né marmo, né mosaici. Dormì nella stessa camera per più di quarant'anni, anche d'inverno, sebbene considerasse poco adatto alla sua salute il clima invernale di Roma. Quando desiderava lavorare in solitudine o senza essere disturbato, si recava in uno studiolo al piano superiore che chiamava la sua "Siracusa" o il suo "ufficio tecnico". Quando si ammalava, dormiva spesso nella casa di Mecenate.
Il fatto che Ottaviano Augusto si trasferisse in questa località, fu determinante per il futuro del colle, perché da allora divenne naturale per gli altri imperatori risiedere sul Palatino. Esso fu scelto da Augusto anche per il fatto che questa locazione lo collega direttamente con il fondatore della città Romolo, che qui nella grotta detta Lupercale venne allattato dalla Lupa con il gemello Remo.
La casa di Augusto si sovrappone al corpo di fabbrica della precedente residenza di Ottaviano, chiamata per l'appunto dagli studiosi casa di Ottaviano, che viene notevolmente ampliata con l'acquisizione delle case repubblicane viciniori, tra cui la nota "cosiddetta casa di Livia".
L'impianto della casa di Ottaviano viene cambiato in corso d'opera e stravolto, eliminando i due peristili (attributi di natura ellenica) laterali e trasformandolo un'abitazione strutturalmente "romana" (costituita dalla successione vestibulum-atrium-tablinum). Al posto del peristilio occidentale, il primo costruito, si sviluppano gli ambienti privati di Augusto, mentre in quello orientale, non ancora terminato nel momento del cambio d'opera, viene posta la domus publica. Nell'atrio, là dove cadde un fulmine, considerato segno fausto, Augusto fa impiantare un tempio dedicato ad Apollo, come ex voto dopo la vittoria di Azio contro Marco Antonio.

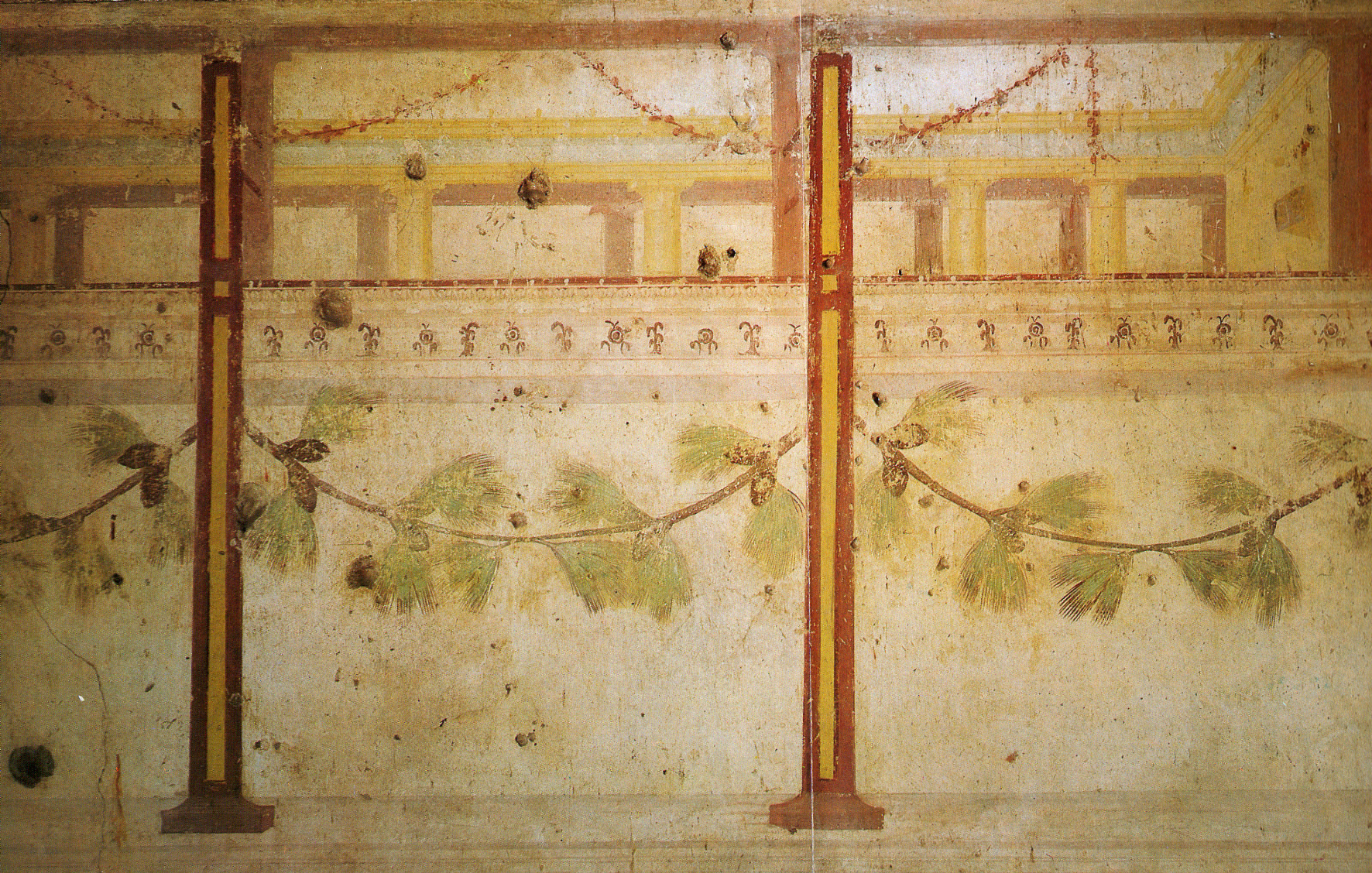
Stanza con le ghirlande di pino

Sappiamo da Svetonio e Velleio Patercolo che la casa privata era adiacente al tempio e che era nei pressi della Casa Romuli e delle Scalae Caci. È vero che i locali strettamente privati passavano dai circa 5.000 m² della casa di Ottaviano ai circa 2.100 m² della casa di Augusto, contro i 2.800 m² della casa privata più grande di Roma, ma considerando l'abitazione nel suo complesso Augusto poteva usufruire a suo piacimento di ben 22.000 m². Svetonio racconta che, in seguito ad un incendio, il popolo lo amava così tanto che:
(Svetonio, Augustus, 57.)

## Descrizione della struttura
Il valore fortemente simbolico del luogo in cui Augusto sceglie di vivere si ricollega alla storia della fondazione di Roma, il suo stesso nome "Augustus" deriva dalla dizione "Rex Augur" riferita a Romolo. Ottaviano Augusto, primo imperatore di Roma, fa comprare altre sei case per ottenere una dimora di 8351 m² la quale viene inaugurata nel 36 a.C.
Osservando la planimetria ricostruttiva della domus augusti si nota al centro un atrium con tablino, la parte sinistra è la domus privata, a destra la domus publica. Questa divisione della casa dell'imperatore rimarrà anche nella successiva espansione della domus augusti in epoca neroniana e flavia, la domus augustiana, ed è portatrice di un importante significato politico: il principe è al tempo stesso figura privata e pubblica, non può spogliarsi del potere.
Continuando l'osservazione della pianta si nota un'importante inclusione ad opera di Augusto: egli comprende nella propria casa il santuario del Lupercale, luogo sacro in cui Romolo fu salvato dalla lupa e dal re Faustolo. La domus augusti è il primo palazzo imperiale e primo "museo" delle origini di Roma: nel 28 a.C. raggiunge i 22.348 m² di estensione, comprendendo al piano inferiore il Lupercale. La domus publica è la dimora del pontefice massimo, carica che Augusto ricopre, ed è parte integrante della dimora dell'imperatore. Essa comprende anche il culto dei Lari e di Vesta così come il tempio di Apollo, luogo in cui si conservavano i Libri Sybillini. Prospiciente al tempio di Apollo (Aedes Apollinis) è il Portico di Danao e delle sue figlie (Danaidi), a fianco, sulla destra, è la biblioteca con la Curia dove Augusto riuniva il senato. La struttura dell'intero complesso sembra voler riprodurre quella tipica del foro, fulcro dell'intera città.
Nella parte più bassa si trova il bosco per Apollo Liceo (Lupo), in latino la Silva Apollinis, il dio che aveva dato il regno a Danao e poi allo stesso Augusto. La selva di Apollo Liceo si trova al di sopra del Lupercale. Al centro è l'ara della Roma quadrata, memoria romulea in cui Augusto "rifonda" la città.
Il fronte della casa era decorata con allori e foglie di quercia, richiami ad Apollo, e con la scritta "ob cives servatos". Il fronte della domus Augusti dava sul circo massimo con due rampe d'accesso, sotto si aveva l'accesso al lupercale, sopra la dimora imperiale. Gli ambienti nel basamento del palazzo erano destinati agli schiavi e liberti che amministravano le ricchezze dell'imperatore.
Ovidio definisce la casa di Augusto "tecta digna deo".

## Casa di Ottaviano
Numerosi reperti archeologici sono stati, nel corso delle ricerche, attribuiti alla più antica casa di Ottaviano. Tra gli ambienti a sud della cosiddetta casa di Livia esiste un peristilio sovrapposto al livello pavimentale della fine del II-inizio del I secolo a.C. Da qui altri ambienti proseguono verso sud-ovest, verso le Scalae Caci, caratterizzati da muri in opera quasi reticolata e mosaici pavimentali: anche questi, come la casa di Livia, sono strutture repubblicane riadattate in un unico complesso durante l'epoca augustea.
Oltre il peristilio si giunge a una serie di ambienti disposti attorno a una grande stanza centrale con funzioni probabilmente di rappresentanza. Restano tracce della pavimentazione in marmo, ma gli ambienti più interessanti sono due piccole stanze nell'ala occidentale, che conservano una magnifica decorazione ad affreschi di secondo stile, databili attorno al 30 a.C.
La prima di queste due stanze è detta "Stanza delle Maschere" e presenta una decorazione dipinta che imita un'architettura complessa, simile a una scena teatrale, come sembrano alludere anche le maschere dipinte sopra cornici a mezza altezza, che danno il nome all'ambiente. Al centro di ciascuna parete si trova un riquadro con la raffigurazione di un santuario agreste (confrontabile con le pitture del "triclinio" della casa di Livia). La seconda stanza invece è docorata da festoni di pino pendenti tra sottili pilastri.